# 인 투 딥
《인 투 딥》(영어: In Too Deep)은 미국에서 제작된 마이클 라이머 감독의 1999년 범죄 스릴러 영화이다. 오마 엡스 등이 출연하였고, 폴 에런 등이 제작에 참여하였다.

## 출연진
- 오마 엡스
- LL 쿨 Jx
- 니아 롱
- 스탠리 투치
- 힐 하퍼
- 팸 그리어
- 제이크 웨버
- 리처드 브룩스
- 데이비드 패트릭 켈리
- 버로니카 웨브
- 론 캐나다
- 로버트 러사도
- 이보네 콜
- 돈 하비
- 저메인 듀프리
- K. C. 콜린스
- 기예르모 디아스
- 안저뉴 엘리스
- 스티키 핑거즈
- 마이아
- 나스
- 하산 존슨

## 기타 제작진
- 배역: 에이샤 콜리
- 미술: 댄 리
- 의상: 숀 바턴
- 사운드 디자인: 랜디 톰